# Đorđe Đurić (wielrenner)
Đorđe Đurić (Aranđelovac, 21 juni 2000) is een Servisch wielrenner.

## Carrière
Als eerstejaars junior werd Đurić tweede in zowel de tijdrit als de wegwedstrijd tijdens de nationale kampioenschappen, beide keren achter Veljko Stojnić. Later dat jaar won hij een etappe in de Belgrade Trophy Milan Panić. In 2018 won hij twee etappes, het eindklassement en het puntenklassement in de Memorial Dimitar Yankov. Een maand later behaalde hij twee nationale juniorentitels: in de tijdrit was hij 47 seconden sneller dan Stevan Jovanov en twee dagen later bleef hij Admir Kolašinac meer dan een minuut voor in de wegwedstrijd. In de wegwedstijd op het wereldkampioenschap haalde hij de finish niet.
In 2019 eindigde Đurić bovenaan het jongerenklassement in In the steps of Romans. In 2020 werd hij de jongste winnaar van het nationale kampioenschap op de weg bij de eliterenners, een record dat sinds 2014 in handen was van Miloš Borisavljević. In 2022 eindigde Đurić in elk van de vijf etappes in de Ronde van Albanië bij de beste zes renners. Later dat jaar werd hij onder meer vierde op het nationale kampioenschap tijdrijden en zesde in de wegwedstrijd op de Middellandse Zeespelen. In september won hij voor de tweede maal het jongerenklassement in In the footsteps of the Romans.

## Overwinningen
2017
2e etappe Belgrade Trophy Milan Panić
2018
2e en 4e etappe Memorial Dimitar Yankov
Eind- en puntenklassement Memorial Dimitar Yankov
 Servisch kampioen tijdrijden, Junioren
 Servisch kampioen op de weg, Junioren
2019
Jongerenklassement In the steps of Romans
2020
 Servisch kampioen op de weg, Elite
2022
Jongerenklassement In the footsteps of the Romans

## Ploegen
- 2025 –  Toscana Factory Team Vini Fantini